# Datone Jones
Pour les articles homonymes, voir Jones.
(en) Statistiques sur pro-football-reference
Datone Jones, né le 24 juillet 1990 à Los Angeles en Californie, est un joueur américain de football américain évoluant au poste de defensive end pour les Cowboys de Dallas.

## Biographie

### Carrière universitaire
Il a effectué sa carrière universitaire aux Bruins d'UCLA de l'université de Californie à Los Angeles. Jones a démarré 28 matchs d’affilée lors de ses deux saisons à UCLA, en 2011 et en 2012. Il a cumulé 19 tackles et 6 sacks ½ lors de sa dernière saison. 

### Carrière professionnelle
Il est sélectionné lors de la Draft 2013 à la 26e place (premier tour) par les Packers de Green Bay.E n date du 21 Janvier, 2021 il paraphe un contrat avec les Alouettes de Montréal de la ligne Caanadienne de football (CFL)